# Communauté de communes du Val de l'Eyre
La communauté de communes du Val de l'Eyre  est un établissement public de coopération intercommunale (EPCI) français situé dans le département de la Gironde, en région Nouvelle-Aquitaine.
Elle fait partie du parc naturel régional des Landes de Gascogne.

## Historique
La communauté de communes du Val de l'Eyre a été créée par arrêté préfectoral à la date du 11 décembre 2002 sur la base de cinq communes adhérentes.

## Territoire communautaire

### Géographie
Située au sud  du département de la Gironde, la communauté de communes du Val de l'Eyre regroupe 5 communes et présente une superficie de 546,1 km2.

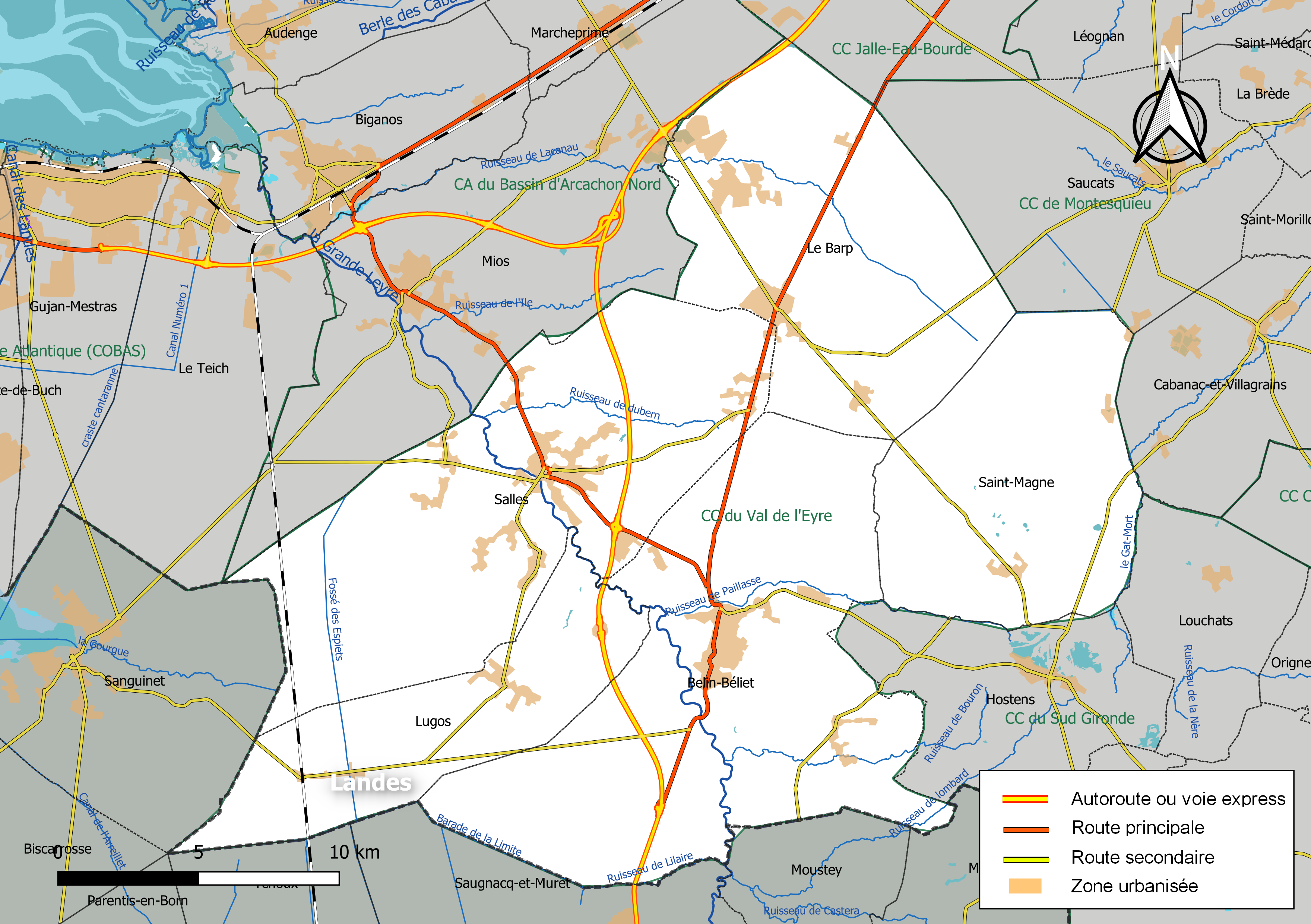
Carte de la communauté de communes du Val de l'Eyre au 1er janvier 2019.

### Composition

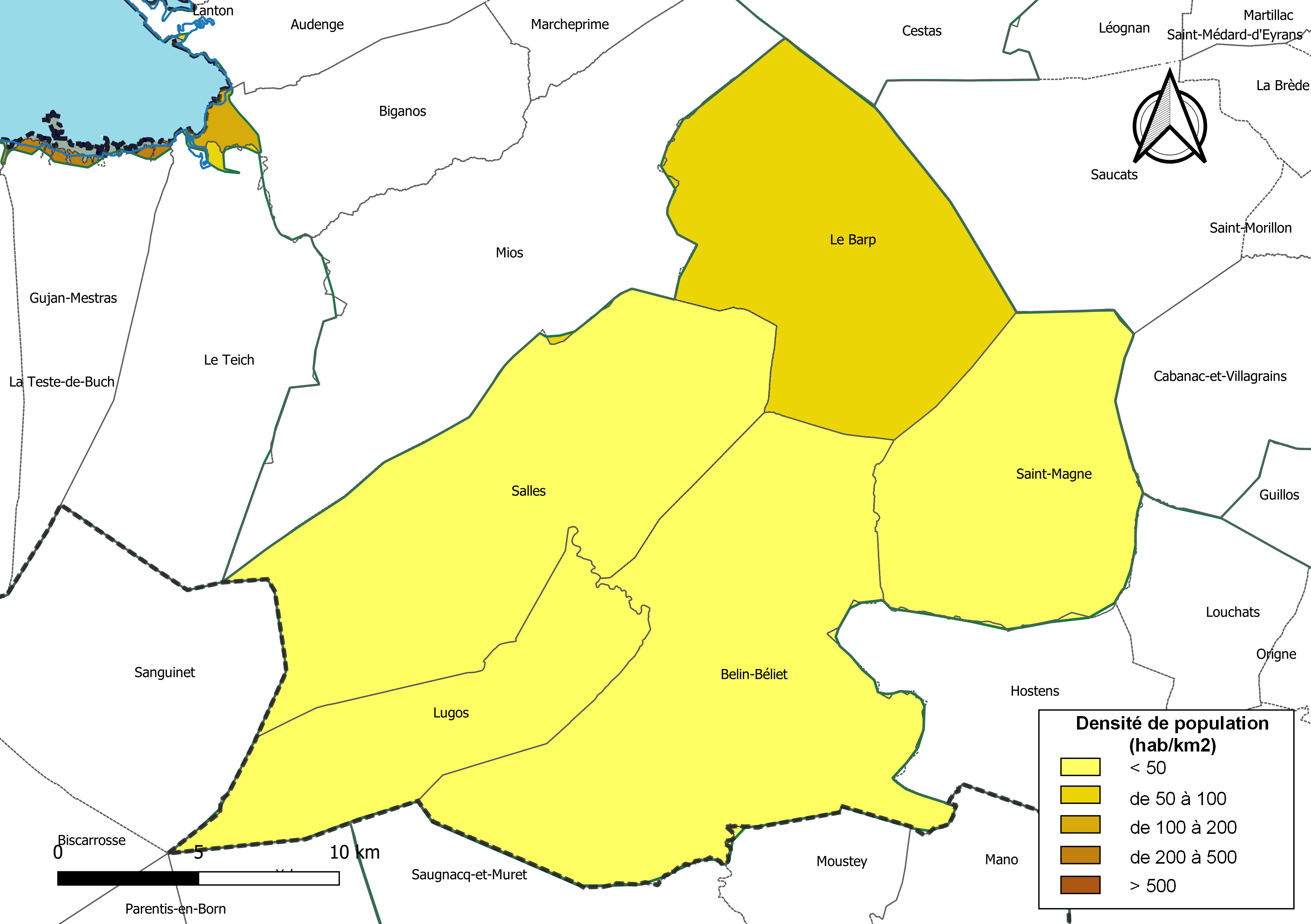
Carte des densités de population (millésimée 2016) des communes de la communauté de communes du Val de l'Eyre. Composition en communes au 1er janvier 2019.

La communauté de communes est composée des 5 communes suivantes :

| Nom                  | Code Insee | Gentilé       | Superficie (km2) | Population (dernière pop. légale) | Densité (hab./km2) |
| -------------------- | ---------- | ------------- | ---------------- | --------------------------------- | ------------------ |
| Belin-Béliet (siège) | 33042      | Belinetois    | 156,03           | 6 205 (2022)                      | 40                 |
| Le Barp              | 33029      | Barpais       | 107,32           | 5 713 (2022)                      | 53                 |
| Lugos                | 33260      | Lugosiens     | 62,14            | 1 137 (2022)                      | 18                 |
| Saint-Magne          | 33436      | Saint-Magnais | 82,66            | 1 235 (2022)                      | 15                 |
| Salles               | 33498      | Sallois       | 137,98           | 8 128 (2022)                      | 59                 |

### Démographie
| 1968  | 1975  | 1982  | 1990   | 1999   | 2006   | 2011   | 2016   | 2022   |
| ----- | ----- | ----- | ------ | ------ | ------ | ------ | ------ | ------ |
| 7 602 | 7 736 | 9 491 | 10 442 | 11 858 | 15 291 | 17 209 | 19 625 | 22 418 |

## Administration
| Période                                  | Période    | Identité                  | Étiquette | Qualité                           |
| ---------------------------------------- | ---------- | ------------------------- | --------- | --------------------------------- |
| Les données manquantes sont à compléter. |            |                           |           |                                   |
| ?                                        | avril 2014 | Philippe Lacoste          | UMP       | Maire de Saint-Magne (2001-2014)  |
| avril 2014                               | 2020       | Marie-Christine Lemonnier | LR        | Maire de Belin-Béliet (2008-2020) |
| 2020                                     | En cours   | Bruno Bureau              | DVG       | Maire de Salles (2020-)           |

Le président est assisté de sept vice-présidents :
- Blandine Sarrazin, maire du Barp,
- Cyrille Declercq, maire de Belin-Béliet,
- Emmanuelle Tostain, maire de Lugos,
- Ghislaine Charles, maire de Saint-Magne,
- Jacques Moretto, premier adjoint au maire du Barp,
- Nadège Dosba, première adjointe au maire de Salles,
- Maryse Chopo, deuxième adjointe au maire de Belin-Béliet.

## Compétences
Informations extraites du site officiel de la communauté de communes :
- Développement économique
  - Création, promotion, aménagement, entretien et gestion de zones industrielles, artisanales commerciales et tertiaires et touristiques
  - Études et actions de développement économique d’intérêt communautaire
  - Valorisation de ressources touristiques, rurales, agricoles, sylvicoles, industrielles
- Aménagement de l’espace communautaire
  - Élaboration d’un schéma directeur et de secteur
  - Création et réalisation de zones d’aménagement concerté
  - Entretien et maintenance du réseau d’éclairage public
  - Programmation d’équipement d’intérêt communautaire
  - Entretien de la voirie d’intérêt communautaire
  - Aménagement Numérique du territoire
- Protection et mise en valeur de l’environnement
  - Collecte et traitement des déchets ménagers et professionnels, gestion des déchetteries, tri sélectif,…
  - Assainissement non collectif
  - Protection, entretien et mise en valeur du petit patrimoine bâti
- Cadre de vie, action sociale et politique de l’habitat
  - Aménagement et gestion des aires d’accueil des gens du voyage
  - Élaboration d’un plan local de l’habitat
  - Étude et réalisation d’opérations d’amélioration de l’habitat
- Équipements scolaires, sportifs et culturels
  - Construction restructuration et extension des bâtiments et équipements scolaires (maternelles et élémentaires)
  - Gestion des équipements culturels et sportifs à caractère unique d’intérêt communautaire
- Transports
  - Élaboration, organisation et gestion de la politique de transport intra et extra communautaire
  - Organisation et gestion des transports scolaires

## Identité visuelle

Logo de la communauté de communes avant 2024.
Logo actuel de la communauté de communes.